# Condado de Nuckolls
El condado de Nuckolls (en inglés, Nuckolls County), fundado en 1860 y con su nombre en honor al pionero Stephen F. Nuckolls, es un condado del estado estadounidense de Nebraska. En el año 2000 tenía una población de 5.057 habitantes con una densidad de población de 3 personas por km². La sede del condado es Nelson aunque la ciudad más grande es Superior.

## Geografía
Según la oficina del censo el condado tiene una superficie total de 1492 km² (576,1 mi²), de los que 1489 km² (574,9 mi²) son tierra y 3 km² (1,2 mi²) (0,11%) son agua.

## Condados adyacentes
- Condado de Clay, al norte.
- Condado de Fillmore, al noreste.
- Condado de Thayer, al este.
- Condado de Republic, al sureste.
- Condado de Jewell, al oeste.
- Condado de Webster, al oeste.

## Demografía
Según el 2000 la renta per cápita media de los habitantes del condado era de 28.958 dólares y el ingreso medio de una familia era de 35.018 dólares. En el año 2000 los hombres tenían unos ingresos anuales 24.533 dólares frente a los 17.806 dólares que percibían las mujeres. El ingreso por habitante era de 15.608 dólares y alrededor de un 11.20% de la población estaba bajo el umbral de pobreza nacional.

## Ciudades y pueblos
- Angus.
- Hardy.
- Nelson.
- Lawrence.
- Nora.
- Oak.
- Ruskin.
- Superior.